# Samir Bentayeb
Samir Bentayeb (en arabe : سمير بن طيب) est un footballeur algérien né le 26 mai 1977 à Alger. Il évoluait au poste d'avant centre.

## Biographie
Il évoluait en première division algérienne avec les clubs du CA Bordj Bou Arreridj, du NA Hussein Dey, de l'USM Alger et de l'USM Blida.

## Palmarès
CA Bordj Bou Arreridj
- Coupe d'Algérie :
  - Finaliste : 2008-09.